# Ascogaster lapponicus
Ascogaster lapponicus är en stekelart som beskrevs av Thomson 1874. Ascogaster lapponicus ingår i släktet Ascogaster, och familjen bracksteklar. Arten är reproducerande i Sverige.